# Hymenophyllum seselifolium
Hymenophyllum seselifolium là một loài thực vật có mạch trong họ Hymenophyllaceae. Loài này được C. Presl miêu tả khoa học đầu tiên năm 1843.